# Cierpigórz (powiat przasnyski)
Cierpigórz – wieś w Polsce, położona w województwie mazowieckim, w powiecie przasnyskim, w gminie Przasnysz.
W skład sołectwa Cierpigórz wchodzą wsie: Cierpigórz oraz Annopol.
W latach 1975–1998 miejscowość należała administracyjnie do województwa ostrołęckiego. 
We wsi znajduje się zabytkowa przydrożna kapliczka z 1918 roku. We wsi znajdują się jedne z największych w powiecie gospodarstw rolnych. Wioska położona na nizinie, na dobrych glebach. Charakteryzuje się w produkcji trzody chlewnej i mleka.
Wierni Kościoła rzymskokatolickiego należą do parafii św. Stanisława Kostki w Przasnyszu.

## Integralne części wsi
| SIMC    | Nazwa    | Rodzaj     |
| ------- | -------- | ---------- |
| 0517743 | Janin    | przysiółek |
| 0517750 | Księstwo | przysiółek |

## Historia
Wieś wzmiankowana w 1482 roku. W 1567 roku jako Cierpigorsz Leszczyn składał się z V działów głównie Leszczyńskich liczących 4,25 włóki oraz 3 ogrodników. Osada drobnoszlachecka. Na początku XIX wieku w gminie Bartniki. W 1827 roku było 13 domów i 66 mieszkańców. Od 1866 roku w gminie Bartołdy. Było tu 10 domów, 74 mieszkańców i 389 mórg oraz jedna osada włościańska 6 mórg z dóbr Golany.